# ABX Logistics
ABX Logistics était une société belge de logistique qui fut une filiale de la SNCB avant d'être privatisée en 2006.

## Historique
Créée en 1993 par restructuration de la filiale SNCB COLIS (rebaptisée ABX Transport), la compagnie s’étend rapidement à l’étranger en rachetant plusieurs sociétés de transport telles que :
- Thyssen Haniel Logistics en Allemagne,
- Saima Avandero en Italie,
- Le Groupe Dubois en France.

En 1997, elle conclut une alliance avec General Parcel. Une année plus tard, son nom change à nouveau pour devenir ABX Logistics.
Le 21 juin 2008, ABX Logistics annonce sa fusion avec le groupe danois DSV sur une valeur d'entreprise de 600 millions d'euros net. Ensemble, les deux groupes vont peser 6,5 milliards d'euros et leur fusion fait d'eux le 4e groupe mondial des transporteurs et logisticiens.